# 새알각하
"새알각하"는 1994년에 개봉한 대한민국의 영화이다.

## 캐스팅
- 주현 : 나도팔 역
- 강남길 : 조진상 역
- 오유선 : 나도희 역
- 유연실 : 양희경 역
- 양택조 : 정상남 역
- 이일웅 : 현장감 역
- 박상조 : 김총장 역
- 장정국 : 박삼규 역
- 남포동 : 도사 역
- 곽정희 : 오천평 역
- 오경아 : 박양숙 역
- 이무정 : 이백만 역
- 윤일주
- 박부양
- 장춘언
- 정선우
- 이기영
- 신찬일
- 안진수
- 정영국
- 김달호
- 권철호
- 김인수
- 서평석
- 김우석
- 조태용
- 문세희
- 이정민
- 오도규
- 성명순
- 정미자
- 정명섭
- 이준호
- 이재익
- 배태준
- 천혜림
- 한어진
- 남궁원 (특별출연)
- 남보원 (특별출연)